# 會理城北門
會理城北門位於四川省會理縣，文物遺址年代判定為。2004年增補為第六批四川省文物保護單位。